# Ascot United F.C.
Câu lạc bộ bóng đá Ascot United là một câu lạc bộ bóng đá có trụ sở tại Ascot, Berkshire, Anh. Đội hiện là thành viên của Isthmian League South Central Division và chơi tại Ascot Racecourse.

## Lịch sử
Câu lạc bộ được thành lập vào năm 1965. Năm 2001, đội gia nhập Senior Division của Reading League, tiếp tục giành chức vô địch mùa giải 2006-07. Kết quả là, câu lạc bộ được thăng hạng lên Division One East của Hellenic League. Sau khi đứng thứ 4 trong mùa giải đầu tiên, họ giành vị trí á quân trong mùa giải 2008-09, giành quyền thăng hạng lên Premier Division. Câu lạc bộ đã có trận ra mắt tại FA Vase vào mùa giải 2010-11 và mùa giải 2011-12 lần đầu tiên họ thi đấu tại Cúp FA. Trận đấu đầu tiên của đội là gặp Wembley, đây là trận đấu đầu tiên tại Cúp FA được phát trực tiếp trên Facebook. Trận đấu cũng dẫn đến số lượt tham dự kỷ lục của Ascot là 1.149. Vào mùa giải 2013-14, câu lạc bộ đã giành được Hellenic League Challenge Cup, đánh bại Ardley United 2-1 trong trận chung kết. Mùa giải 2018-19 chứng kiến độii vô địch Challenge Cup lần thứ hai với chiến thắng 3-1 trước Windsor trong trận chung kết. Vào cuối mùa giải, họ được chuyển đến Premier Division của Combined Counties League.

## Sân vận động
Câu lạc bộ ban đầu tổ chức các trận đấu trên sân nhà tại Sunninghill, nhưng đã được những người quản lý Trường đua ngựa Ascot cho phép xây dựng một sân trên đất liền ở phía bắc của một công viên dành cho huấn luyện viên tại trường đua ngựa. Một câu lạc bộ đã được xây dựng, được thay thế vào năm 1990 và một lần nữa vào năm 1992. Hai năm sau đó, các bóng đèn pha cũng được lắp đặt. Sân hiện có sức chứa 1.150 khán giả.

## Danh hiệu
- Hellenic League
  - Vô địch Challenge Cup 2013-14, 2018-19
- Reading League
  - Vô địch Senior Division 2006-07[3]
- Reading Evening Post Cup
  - Vô địch: 2005-06[2]

## Kỉ lục
- Vị trí cao nhất giải quốc nội: thứ 3 ở Hellenic League Premier Division, 2013-14, 2014-15
- Thành tích tốt nhất tại Cúp FA: Vòng sơ loại, 2012-13, 2014-15[3]
- Thành tích tốt nhất tại FA Vase: Tứ kết, 2012-13 (đá lại), 2014-15[3]
- Kỉ lục số khán giả: 1.149 với Wembley, vòng Tiền sơ loại Cúp FA, 19 tháng 8 năm 2011[5]